# Šachovnice
|   | a | b | c | d | e | f | g | h |   |
| 8 |   |   |   |   |   |   |   |   | 8 |
| 7 | 7 |   |   |   |   |   |   |   |   |
| 6 | 6 |   |   |   |   |   |   |   |   |
| 5 | 5 |   |   |   |   |   |   |   |   |
| 4 | 4 |   |   |   |   |   |   |   |   |
| 3 | 3 |   |   |   |   |   |   |   |   |
| 2 | 2 |   |   |   |   |   |   |   |   |
| 1 | 1 |   |   |   |   |   |   |   |   |
|   | a | b | c | d | e | f | g | h |   |

Šachovnice je hrací deska, na které se hraje šach. Šachovnici ale užívají i jiné deskové hry, např. dáma.

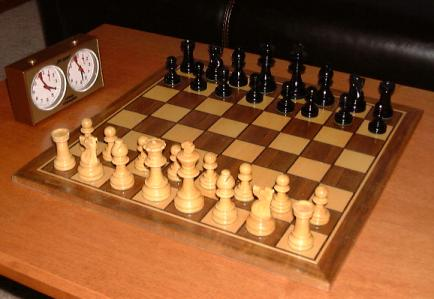
Turnajový šachový stolek s šachovnicí, s dřevěnými figurami a šachovými hodinami

## Charakteristika
Šachovnice je čtvercová plocha, která je pravidelně rozdělena na hrací pole v osmi řadách a osmi sloupcích. Šachovnici tvoří 32 světlých a 32 tmavých polí, které se pravidelně střídají. Na těchto polích jsou položeny šachové kameny („figurky“). Kameny se pohybují podle určitých pravidel z jednoho hracího pole na druhé.
Tmavší barva je zásadně označována jako „černá“, světlejší jako „bílá“, přestože konkrétní barva jednotlivých hracích polí není pevně stanovena a pro průběh hry není důležitá. Obvykle se používá kombinace tmavší hnědé až černé barvy pro tmavá pole, světlejší hnědé až bílé pro světlá pole, případně kombinaci zelené a krémové či bílé. Pro méně důležité partie může jít i o odstíny jiných barev.
Podobně jsou rozlišeny i kameny hráčů, jeden hráč hraje s „bílými“ kameny, druhý s „černými“, přestože mohou být provedeny v odstínech jiné barvy.

## Provedení

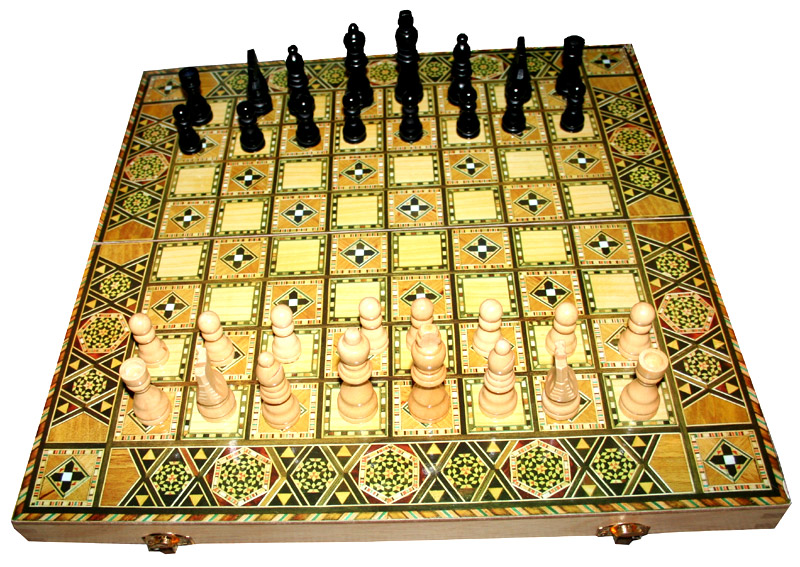
Dřevěná šachová kazeta

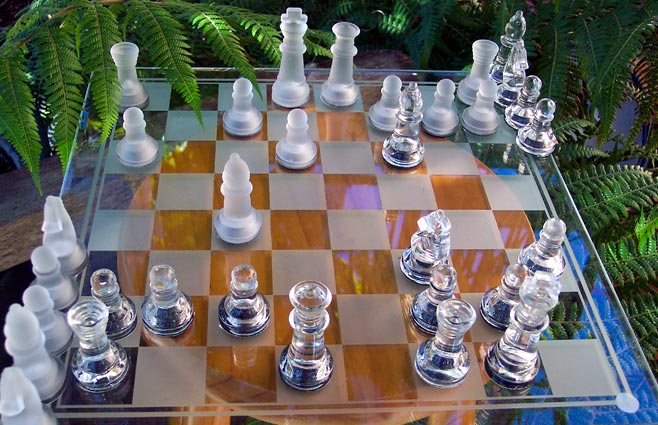
Skleněné šachy

Šachovnice může být vyrobena z různých materiálů. Často bývá ze dřeva, někdy i z kamene, mramoru nebo skla. Na nižších šachových turnajích se často používá šachovnice vytištěná na plátně, kožence, nebo skládací šachovnice na papírovém kartonu nebo plastu.
Z obdobných materiálů bývají i šachové kameny. Na originální stautonky byla použita i slonovina a křížky králů byly pozlacené. Spodek kamenů bývá opatřen měkčí vrstvou proti poškození šachovnice.
Vyrábějí se také rozkládací šachové kazety. Vnitřek kazety slouží k uložení šachových kamenů, po rozložení se hraje na otočeném dně kazety. Kazety mají různou velikost i provedení. Malé kazety ze dřeva nebo plastu se vejdou třeba do kapsy. Pro lepší stabilitu figur se někdy používají kolíčky, které drží figurky na svých místech. Existují i velké šachovnice, které jsou umístěny v zahradách a parcích.
Cestovní šachy mívají menší rozměry, šachovnici mají kovovou a vespod každého kamene je upevněn magnet („magnetické šachy“).

## Turnajový šach
FIDE doporučuje, z jakého materiálu má být šachovnice vyrobena a jak velká mají být hrací pole. Velikost použitých šachovým figur by měla odpovídat velikosti šachovnice a naopak. Doporučená velikost hracího pole je 5 až 6 cm, alespoň na dvojnásobek základny pěšce. Šachovnice má být nejlépe ze světlého a tmavého dřeva s dostatečným kontrastem ale s povrchovou úpravou bez lesku. Pro nižší soutěže než kontinentální se tolerují i některé jiné materiály. Šachovnice ale musí být upevněna k šachovému stolu, který má mít délku 110 cm (tolerance 15 %), šířku 85 cm a výšku 74 cm. Při šachové partii je šachovnice orientovaná tak, že pole v pravém dolním rohu (h1) má bílou barvu.
Většina šachovnic má označené řady písmeny (1–8) a sloupce písmeny (a–h). Tím je vytvořen jednoznačný souřadnicový systém, který umožňuje zapisovat průběh partie. Šachovnice je orientována tak, že první řada je blíže k hráči, který hraje bílými figurami.